# Untertilliach
Untertilliach ist eine Gemeinde mit 213 Einwohnern (Stand 1. Jänner 2025) im Bezirk Lienz (Osttirol) des Bundeslandes Tirol in Österreich.

## Geographie

### Geographische Lage
Die Gemeinde Untertilliach liegt im äußersten Südosten des Bezirks Lienz an der Grenze zu Kärnten und Italien. Sie umfasst Teile des Lesachtals (auch als Tiroler Lesachtal bezeichnet). Die Siedlungen von Untertilliach liegen überwiegend im Tal der Gail zwischen den Lienzer Dolomiten und den Karnischen Alpen. Das Gemeindegebiet ist mit 36,34 km² das siebzehntgrößte der 33 Osttiroler Gemeinden.
In der Ortslage entspringt die Kreuzrastquelle.

### Gemeindegliederung
Betritt man das Gemeindegebiet an der Gailtaler Straße im Westen an der Grenze zu Obertilliach, so erreicht man zunächst den Ortsteil Winkl, der aus der Rotte Winkl (1235 m ü. A.) nördlich der Gail bzw. der Gailtaler Straße, der Rotte Hopfgarten zwischen der Bundesstraße und der Gail und der Rotte Soldhäuser südlich der Gail besteht. Östlich der Rotte Winkl liegt der Weiler Bichl, danach folgt an der Gailtaler Straße der Weiler Aue (1224 m ü. A.). In der Folge erreicht man schließlich das Zentrum der Gemeinde, wobei das Dorf Untertilliach aus der Rotte Klammberg (1405 m ü. A.) und der Rotte Kirchberg (1524 m ü. A.) besteht. Östlich des Gemeindezentrums erreicht man an der Bundesstraße zunächst die Rotte Eben und danach nahe der Grenze zu Kärnten die Rotte Geile. Am südöstlichsten Zipfel befindet sich an der Gailtaler Straße letztlich die Rotte Wacht (1150 m ü. A.). Oberhalb bzw. nördlich von Wacht findet sich zudem in Hanglage die sonnseitig gelegene Rotte Eggen (1335 m ü. A.) mit der Kirche St. Florian. Ebenfalls auf dem Gemeindegebiet von Untertilliach befinden sich die Kircher-Almen, mit der Gartlhütte eine Jagdhütte sowie mit der Mitterkarhütte ein Biwak.

### Nachbargemeinden
| Assling                  | Leisach                                     |                             |
| Obertilliach             | Kompassrose, die auf Nachbargemeinden zeigt | Lesachtal (HE)              |
| San Pietro di Cadore (I) |                                             | Santo Stefano di Cadore (I) |

## Geschichte
Für eine frühe Besiedlung gibt es keine Belege. Im 11. Jahrhundert kam das Gebiet durch Schenkung in den Besitz des Bistums Brixen. Im 12. und 13. Jahrhundert gründeten die Görzer Grafen Bauernschaften. Die erste urkundliche Erwähnung stammt von 1290 und betrifft eine Kapelle am Kirchberg. Im Jahr 1375 wurden 22 Schwaighöfe im heutigen Gebiet der Gemeinde gezählt. Die Kapelle wurde 1490 durch eine gemauerte Kirche ersetzt und den Heiligen Jenewein, Ingenuin und Albuin geweiht. Die heutige Pfarrkirche wurde an dem neuen Platz in den Jahren 1777 bis 1780 errichtet. Sie wurde dem Heiligen Florian geweiht und 1858 wurden Pfarre und Ortsfriedhof vom Kirchberg nach St. Florian verlegt. Seit 1982 ist Untertilliach ein Teil der Pfarre Obertilliach.

### Bevölkerungsstruktur
2013 lebten in der Gemeinde Untertilliach 249 Menschen, womit Untertilliach die kleinste Gemeinde im Bezirk Lienz war. Ende 2001 waren 99,3 Prozent der Bevölkerung österreichische Staatsbürger (Tirol: 90,6 Prozent), bis zum Jahresbeginn 2013 sank der Wert auf 91,6 Prozent. Insgesamt wurden 2013 in der Gemeinde lediglich 21 Ausländer gezählt, von denen 19 aus den EU-14-Ländern und zwei aus Amerika stammten. Zur römisch-katholischen Kirche bekannten sich 2001 97,5 Prozent der Einwohner (Tirol: 83,4 Prozent), eine Person war evangelisch, eine islamisch und vier Personen hatte kein religiöses Bekenntnis.
Der Altersdurchschnitt der Gemeindebevölkerung lag 2001 über dem Landesdurchschnitt. 15,1 Prozent der Einwohner von Untertilliach waren jünger als 15 Jahre (Tirol: 18,4 Prozent), 60,2 Prozent zwischen 15 und 59 Jahre alt (Tirol: 63,0 Prozent). Der Anteil der Einwohner über 59 Jahre lag mit 24,7 Prozent deutlich über dem Landesdurchschnitt von 18,6 Prozent. Der Anteil der unter 15-Jährigen stieg per 1. Jänner 2013 leicht auf 15,3 Prozent, während sich der Anteil der Menschen zwischen 15 und 59 Jahren auf 66,7 Prozent erhöhte. Der Anteil der über 59-Jährigen sank hingegen auf 18,1 Prozent. Nach dem Familienstand waren 2001 59,5 Prozent der Einwohner von Untertilliach ledig, 32,3 Prozent verheiratet, 6,1 Prozent verwitwet und 2,2 Prozent geschieden.

### Bevölkerungsentwicklung
Die Gemeinde Untertilliach verzeichnet seit dem späten 19. Jahrhundert ein im Vergleich mit dem Bezirk Lienz stark unterdurchschnittliches Wachstum, wobei das Wachstum zusätzlich gegenüber dem Landesdurchschnitt von Tirol stark negativ ist. Bereits zwischen 1869 und 1923 verlor Untertilliach 28 % seiner Einwohner und markierte mit 333 Einwohnern (1869: 460) ein Zwischentief. Danach begann die Einwohnerzahl zwischen 1923 und 1951 leicht zu steigen, konnte jedoch den Ausgangswert nicht mehr erreichen. Danach setzte neuerlich ein starkes Schrumpfen der Einwohnerzahlen ein, sodass zuletzt 2013 mit 249 Einwohnern ein Allzeittief der Einwohnerzahl seit Aufzeichnungsbeginn erreicht wurde. Begründet liegen die Einwohnerverluste in der hohen Abwanderung. Konnte diese in den 1970er Jahren noch durch den Geburtenüberschuss ausgeglichen werden, so reichte dieser in den 1980er und 1990er Jahren nicht mehr aus, um die Einwohnerzahlen zu halten. Seit 2002 verzeichnete die Gemeinde in neun von sechzehn Jahren eine negative Wanderungsbilanz, wobei auch die Geburtenbilanz einen negativen Trend aufweist. So wurden in der Gemeinde seit 2007 in acht von elf Jahren mehr Sterbefälle als Geburten registriert.

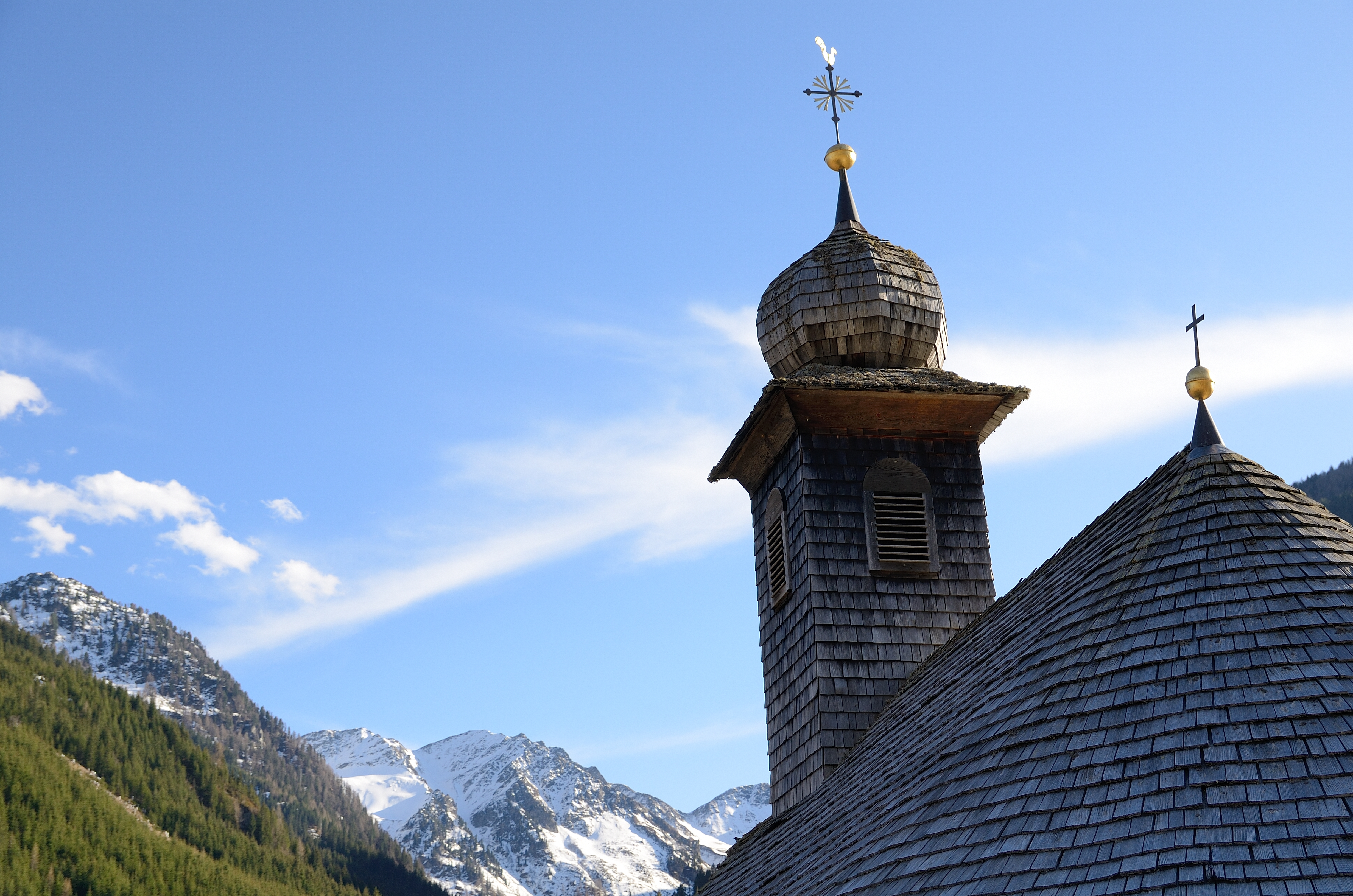
Kapelle hl Josef in Untertilliach

## Kultur und Sehenswürdigkeiten
In Untertilliach befinden sich 9 denkmalgeschützte, unbeweglichen Objekte, wobei fast ausschließlich sakrale Denkmäler unter Schutz stehen. Neben der Pfarrkirche Hll. Florian, Ingenuin und Albuin, die zwischen 1777 und 1779 an der Stelle eines Vorgängerbaus errichtet wurde, gehören vor allem die Filialkirche, hll. Ingenuin und Albuin (ehemalige Pfarrkirche) und die große Kapelle zur Unbefleckten Empfängnis zu den Denkmälern. Die Kapelle liegt im Weiler Eggen und wurde 1831 an der Stelle einer Kapelle aus dem 18. Jahrhundert errichtet. Das Altarblatt aus der Zeit um 1830 zeigt die Unbefleckte Empfängnis in kühlen Farben. Weitere Denkmäler sind das örtliche Widum, kleinere Kapellen sowie die Klammermühle am Nischenbach aus dem 19. Jahrhundert.
- Katholische Pfarrkirche Untertilliach Hll. Florian, Ingenuin und Albuin am Talboden
- Katholische Filialkirche Untertilliach Hll. Ingenuin und Albuin am Kirchberg

## Wirtschaft und Infrastruktur

### Arbeitsstätten und Beschäftigte
Die im Rahmen der Volkszählung durchgeführte Arbeitsstättenzählung ergab 2001 in Untertilliach lediglich sieben Arbeitsstätten mit nur 26 Beschäftigten (ohne Landwirtschaft), wobei 62 % unselbständig Beschäftigte waren. Die Anzahl der Arbeitsstätten war dabei gegenüber dem Jahr 1991 gleich geblieben, die Anzahl der Beschäftigten um 14 Personen (117 %) gewachsen. Wichtigster Wirtschaftszweig war 2001 das Beherbergungs- und Gaststättenwesen mit vier Arbeitsstätten und 13 Beschäftigten (50 % der Beschäftigten in Untertilliach). Dahinter folgte die Öffentliche Verwaltung mit einer Arbeitsstätte und 10 Mitarbeitern (38 %).
Von den 114 im Jahr 2010 in Untertilliach lebenden Erwerbspersonen waren 7,9 % arbeitslos. Von den 105 Erwerbstätigen waren 29 in der Land- und Forstwirtschaft (28 Prozent), 21 in der Sachgütererzeugung (20 Prozent), 12 in der Öffentlichen Verwaltung (11 Prozent) und 11 im Bauwesen (10 Prozent) beschäftigt. Von den 103 Erwerbstätigen aus Untertilliach (ohne temporär von der Arbeit abwesende Personen erwerbstätigen Einwohnern) gingen 2010 40 Personen in Untertilliach ihrer Beschäftigung nach. 63 mussten zur Arbeit auspendeln. Von den Auspendlern hatten 67 Prozent ihre Arbeitsstätte im Bezirk Lienz, je 14 Prozent pendelten nach Nordtirol bzw. ein anderes Bundesland aus. Drei der Einwohner mussten ins Ausland auspendeln. Im Gegenzug arbeiteten 2010 nur sechs Einpendler in Untertilliach.

### Land- und Forstwirtschaft
Die Statistik wies für die Gemeinde Untertilliach 2010 49 land- und forstwirtschaftliche Betriebe aus. Darunter befanden sich 10 Haupterwerbsbetriebe, 29 Nebenerwerbsbetriebe sowie ein Betrieb einer Personengemeinschaft und neun Betriebe juristischer Personen. Die Gesamtbetriebszahl war dabei gegenüber 1999 um sieben Betriebe bzw. 13 Prozent gesunken, wobei zwei Haupterwerbsbetriebe verloren gingen. Gemeinsam bewirtschafteten die Betriebe 2010 insgesamt 2.854 Hektar Fläche (minus 5 Prozent seit 1999), wobei 12 Prozent der Fläche von Vollerwerbsbauern, 29 Prozent von Nebenerwerbslandwirten und 59 Prozent von Betrieben mit juristischen Personen bewirtschaftet wurden. Die Betriebsgröße der Landwirte lag dabei bei den Haupterwerbsbetrieben im Landesschnitt jedoch unter dem Bezirksschnitt, die Nebenerwerbsbetriebe waren größer als der Bezirks- und Landesschnitt.

### Tourismus
Der Tourismus hat für die Gemeinde Untertilliach eine unterdurchschnittliche wirtschaftliche Bedeutung, sichert jedoch einige der wenigen Arbeitsplätze in der Gemeinde. Gemessen am Bezirksdurchschnitt liegt die Tourismusintensität (Übernachtungen je Einwohner) jedoch sowohl in der Sommer- als auch in der Wintersaison unter dem Bezirksschnitt. Die Gemeinde konnte im Tourismusjahr 2012/13 rund 6.200 Übernachtungen zählen. Im Sommerhalbjahr 2012 verzeichnete Untertilliach 3.218, im Winterhalbjahr 2012/13 2.949 Übernachtungen. Seit der Jahrtausendwende haben sich die Nächtigungszahlen im Sommer um 14 % reduziert, im Winter sanken sie um 23 %. Von den Übernachtungen im Sommer 2012 entfielen 59 % auf Deutsche, 19 % auf Italiener, 12 % auf Österreicher und 6 % auf Niederländer. Im Winter 2011 wurde für Untertilliach 112 Gästebetten ausgewiesen.
Heute gehört die Gemeinde wie alle übrigen Osttiroler Gemeinden zum Tourismusverband Osttirol, wobei Untertilliach in der "Ferienregion Hochpustertal" organisiert ist. In der Gemeinde besteht ein Drei-Sterne-Hotel, ein Gasthof, mehrere Vermieter von Ferienwohnungen sowie die Möglichkeit von Urlaub am Bauernhof. Die touristische Infrastruktur ist jedoch spärlich. Im Winter führt die "Grenzlandloipe" durch die Gemeinde, im Sommer können die Wanderwege auf dem Gemeindegebiet wie der Karnische Höhenweg genutzt werden. Allerdings verfügt die Gemeinde über keine eigene Schutzhütte.

### Verkehr
Untertilliach wird verkehrstechnisch von der Gailtalstraße (B 111) erschlossen, die von Sillian im Pustertal bis ins Untere Kärntner Gailtal führt. Die Siedlungen der Gemeinde liegen dabei alle an oder nahe der Gailtalstraße. An das öffentliche Verkehrsnetz ist Untertilliach mittels Linienbussen der ÖBB-Postbus GmbH angeschlossen, deren Linie 4416 bis zu acht Mal pro Werktag Untertilliach über Panzendorf, Tassenbach, Kartitsch und Obertilliach in rund 35 bis 40 Minuten Fahrzeit mit Sillian verbindet. Die Linie wird dabei über Untertilliach und Maria Luggau bis St.Lorenzen im Lesachtal geführt und hält in der Gemeinde Untertilliach fünf Haltestellen ein. Der nächste Bahnanschluss befindet sich in Tassenbach (Drautalbahn).

### Ver- und Entsorgung
Untertilliach ist eine von nur drei Gemeinden im Bezirk Lienz, die sich bis zur Jahrtausendwende nicht mit anderen Gemeinden zu einem Abwasserverband zusammengeschlossen hatte. Der Anschluss der Gemeinde an das öffentliche Kanalnetz wurde erst 2011 beschlossen, wodurch Untertilliach als letzte Gemeinde Osttirols einen Anschluss an das Kanalnetz erhält. In einem ersten Bauabschnitt sollen die häuslichen Abwässer der Ortsteile Winkl, Bichl, Schattseite, Aue, Untertilliach Zentrum, Kirchberg und Gaile gesammelt und zur Abwasserreinigungsanlage Bergen der Gemeinde Obertilliach gepumpt werden. Die Kosten belaufen sich hierfür auf 1,85 Millionen Euro. Im nächsten Bauabschnitt sollen die Ortsteile Wacht und Eggen abwassertechnisch entsorgt werden, wofür Kosten von ca. 540.000 Euro kalkuliert wurden. Der Abfall, der in der Gemeinde anfällt, wird über den Abfallwirtschaftsverband Osttirol (AWVO) entsorgt.

### Bildung
Der erste Schulunterricht ist in der Gemeinde aus dem Jahr 1804 belegt, als erstmals in der alten St. Floriankapelle ein Unterricht abgehalten wurde. 1885 erfolgte die Errichtung des ersten eigenen Schulhauses, das 1890 erweitert wurde. Die heutige Volksschule wurde zwischen 1955 und 1962 erbaut. Die Schülerzahlen sanken jedoch in der Folge stark ab. Konnten im Schuljahr 1979/80 noch 40 Schüler gezählt werden so waren es 1989/90 nur noch 20. Im Schuljahr 1999/2000 besuchten gar nur noch acht Schüler die einklassige Volksschule. Eine weitere Schule existierte zwischen 1816 und 1880 sowie von 1950 bis 1967 im Weiler Eggen. Zum Hauptschulbesuch pendeln die Kinder nach St. Lorenzen im Lesachtal aus, das nächste Gymnasium befindet sich in Lienz.

### Sicherheit und Gesundheit
Seit der Schließung des Polizeipostens Obertilliach wird die Gemeinde Untertilliach von der Polizeiinspektion Sillian betreut. Bezüglich des Gesundheitswesens ist Untertilliach gemeinsam mit den Gemeinden Außervillgraten, Innervillgraten, Sillian, Strassen, Heinfels, Obertilliach und Kartitsch im Sozialsprengel Osttiroler Oberland organisiert. Im Gesundheitssprengel werden beispielsweise Gesundheitsleistungen wie Alten- und Pflegehilfe, Heim- und Haushaltshilfe, Palliativpflege und Familienhilfe organisiert. Zum Arztbesuch müssen die Einwohner nach Sillian pendeln, das nächste Krankenhaus ist das Bezirkskrankenhaus Lienz. Die Freiwillige Feuerwehr Untertilliach gehört dem Abschnitt Oberland des Bezirksfeuerwehrverbandes Lienz an.

## Politik
Bei den Nationalratswahlen im Jahr 2006 erlangte die Gemeinde durch das völlig ungewöhnliche Wahlergebnis von 12,9 % der Stimmen für die Kommunistische Partei Österreichs (KPÖ) die Aufmerksamkeit der Medien. Bei den Landtagswahlen 2008 konnte die KPÖ wiederum 11,76 % erringen und wurde zweitstärkste Partei in der Gemeinde.
Bei den Nationalratswahlen im Jahre 2008 erlangte die KPÖ mit 18,8 % den dritten Platz hinter der ÖVP (46,5 %) und dem BZÖ (19,8 %) und erzielte damit ihren höchsten Stimmenanteil auf Gemeindeebene.

### Gemeinderat
Der Gemeinderat besteht aus elf Mitgliedern. Bei den Wahlen 2016 und 2022 trat nur eine Partei an:
- 11 Mandate: Gemeinsam für Untertilliach

### Bürgermeister
Zum Bürgermeister wurde Manfred Lanzinger gewählt.

### Wappen
Im Jahr 1994 wurde der Gemeinde ein Wappen verliehen: In Rot ein nach links steigender goldener Löwe, im rechten schwarzen Eck eine goldene Bischofsmütze.
Die Farben der Gemeindefahne sind gelb-rot.

## Persönlichkeiten

### Ehrenbürger der Gemeinde
- Erich Kneußl (1884–1968), Politiker (CSP, VF)

### Söhne und Töchter der Gemeinde
- Alois Lugger (1889–1963), Politiker (ÖVP)